# Johann George Matthaei
Johann George Matthaei (* 22. November 1680 in Steinigtwolmsdorf; † 6. Januar 1759 in Lauterbach) war ein deutscher lutherischer Geistlicher und Kirchenlieddichter.

## Leben
Matthaei studierte nach dem Schulbesuch in Zittau an der Universität Leipzig. Als Adjunkt des Lauterbacher Pastors Paul Krebel setzte man ihn 1721 ein; als Krebel 1727 starb, wurde Matthaei die volle Gemeindeleitung übertragen. 1742 heiratete er die Pfarrerstochter Christiane Eusebie Peckin. Adolf Christlieb Peck wurde 1754 sein Pfarrvertreter. Die biografischen Daten entstammen dem Grabstein von Matthaei, welcher sich am Osteingang der Lauterbacher Kirche befand.
Richters Lexikon nennt Matthaei als Dichter der zwei Kirchenlieder Denk, Sünder, an die Ewigkeit, das im Zwickauer Gesangbuch von 1864 und Mein Gott, du rufest für und für, das im Schönburgischen Gesangbuch von 1703 erschien. 